# Dovbych
Dovbych (en ukrainien : Довбиш ; en russe : Довбыш ; en polonais : Dołbysz) est une commune urbaine de l'oblast de Jytomyr, en Ukraine. Sa population s'élevait à 4 147 habitants en 2021.

## Géographie
Dovbych se trouve à 51 km au nord-ouest de Jytomyr et à 24 km au nord-est de Baranivka.

## Histoire
L'origine de Dovbych remonte au XVIe siècle. En 1925, le village de Dovbych devint le centre administratif d'un « raïon national polonais » au sein de l'oblast autonome polonais — le premier en Union soviétique —, dans lequel la plupart des habitants étaient polonais. En 1927, Dovbych fut renommé Markhlevsk (en ukrainien : Мархлевськ) en l'honneur du communiste polonais Julian Marchlewski (1866-1925). Un journal local en polonais, le Marchlewszczyzna Radziecka, était tiré à 25 000 exemplaires. Le raïon comptait plusieurs églises et chapelles catholiques, mais dans les années 1930, la répression s'abattit sur le clergé, alors que les paysans participaient avec beaucoup de réticence à la collectivisation des terres — à peine 16,9 pour cent des terres étaient collectivisés dans le raïon en 1932 contre 61,5 pour cent pour l'ensemble de la RSS d'Ukraine, selon les chiffres officiels. En 1935, le raïon national polonais fut démantelé et la plupart des Polonais qui y vivaient furent déportés au Kazakhstan. Markhlevsk fut alors renommé Dovbych et reçut le statut de commune urbaine en 1938. Elle s'appela Chtchorsk de 1939 à 1944, avant de retrouver son nom historique de Dovbych. Au cours de la Seconde Guerre mondiale, les juifs de la ville sont assassinés lors d'une exécution de masse perpétrée par un Einsatzgruppen, En 1957, le raïon fut supprimé et rattaché à celui de Baranivka.

## Population
Recensements (*) ou estimations de la population :
| 1959* | 1970* | 1979* | 1989* | 2001* |
| ----- | ----- | ----- | ----- | ----- |
| 5 779 | 5 914 | 6 059 | 5 455 | 4 735 |

| 2009  | 2010  | 2011  | 2012  | 2013  |
| ----- | ----- | ----- | ----- | ----- |
| 4 612 | 4 600 | 4 571 | 4 511 | 4 498 |

| 2021  | - | - | - | - |
| ----- | - | - | - | - |
| 4 147 | - | - | - | - |

## Transports
Dovbych se trouve à 40 km de Baranivka, le centre administratif du raïon, par le train et à 45 km par la route. La gare ferroviaire la plus proche se trouve à Kourne, à une dizaine de kilomètres au nord-est.